# Матвіївське нафтогазоконденсатне родовище
Матвіївське нафтогазоконденсатне родовище — нафтогазоконденсатне родовище, належить до Глинсько-Солохівського газонафтоносного району Східного нафтогазоносного регіону України.

## Опис
Розташоване в Полтавській області на відстані 30 км від м. Полтава.
Знаходиться в центральній частині приосьової зони Дніпровсько-Донецької западини в межах Солохівсько-Диканського структурного валу.
Підняття виявлене в 1952 р. і в нижньокам'яновугільних відкладах являє собою брахіантикліналь північно-західного простягання, ускладнену поперечними скидами амплітудою 100—150 м; її розміри по ізогіпсі — 3700 м 4,0х3,2 м, амплітуда 120 м. У 1974 р. з відкладів серпуховського ярусу з інт. 3808-3826 м отримано фонтан газу дебітом 74,9 тис. м³/добу через штуцер діаметром 10 мм.
Поклади пов'язані з пластовими, склепінчастими та літологічно обмеженими пастками. Колектори — пісковики. Режим покладів газовий.
Експлуатується з 1986 р. Запаси початкові видобувні категорій А+В+С1: нафти — 164 тис. т; розчиненого газу — 43 млн. м³; газу — 31676 млн. м³; конденсату — 1409 тис. т.